# Освальд Датч
Освальд Датч (англ. Oswald Dutch, при рождении Отто Эрих Дойч (нем. Otto Erich Deutsch); 17 декабря 1894, Вена, Австро-Венгрия, — 2 февраля 1983, Лондон, Великобритания) — австро-британский журналист и писатель.

## Биография
После окончания школы изучал юриспруденцию, экономику, философию и музыковедение. В 1921 году получил степень доктора, после чего работал журналистом в различных венских газетах, а также в немецкоязычной прессе Праги.
В 1933 году книга Дойча «Das Räderwerk des Roten Betriebes» оказалась среди книг, сожженных нацистами.
Будучи противником нацизма, после аншлюса Дойч иммигрировал через Швейцарию в Великобританию и обосновался в Лондоне. В последующие годы он опубликовал там под псевдонимом «Освальд Датч» ряд научно-популярных книг о текущих политических событиях — в частности, книгу об аншлюсе, критическую биографию Франца фон Папена, а также сборник «Hitler’s Twelve Apostles», куда вошли биографические очерки о, как их охарактеризовал Датч, «12 апостолах Гитлера». Последняя из названных книг также обратила на себя внимание со стороны партийной канцелярии НСДАП, руководимой Мартином Борманом.
После Второй мировой войны Датч работал экономическим обозревателем, в том числе сотрудничая с BBD и ORF.

## Избранные сочинения
- Thus Died Austria. — London: Arnold Books, 1938.
- Germany’s Next Aims. — London: Arnold Books, 1939.
- Hitler’s Twelve Apostles. — New York: Arnold Books, 1940.
- The Errant Diplomat. The Life of Franz von Papen. — London, 1940 (переиздана в 1983 году; ISBN 0-404-16928-7).
- Economic Peace Aims. A Basis for Discussion. — London: Arnold Books, 1941.
- Pall over Europe. — London: Gollancz, 1942.